# 魔界八犬伝 SHADA
『魔界八犬伝 SHADA』（まかいはっけんでん シャダ）は、1989年4月1日に日本のデータイーストから発売されたPCエンジン用アクションロールプレイングゲーム。
ゲームストーリーは小説『南総里見八犬伝』（1842年）をモチーフにしたものとなっており、八剣士の生まれ変わりである主人公の「しん」および他の八剣士の生まれ変わりの仲間を操作し、封印から解放された悪の化身「玉梓」を再び封印する事を目的としている。。ゲーム内容は暗闇迷路を探索したり、同じ宝箱を2度開けなければならないなど、全体的に難易度は高めとなっていた。バックアップ機能はなくパスワード制となっている。
開発はデータイーストが行い、ディレクターは後にファミリーコンピュータ用ソフト『ダークロード』（1991年）を手掛けた巌光生が担当、音楽は酒井省吾や高濱祐輔の他にファミリーコンピュータ用ソフト『ヘラクレスの栄光II タイタンの滅亡』（1989年）を手掛けた岩崎正明、三浦孝史、濱田誠一、鈴木雄司が担当している。
2006年にWindows用ソフトとしてi-revoにて配信された他、2007年にはWii用ソフトとしてバーチャルコンソールにて配信され、さらに2016年にはWindows用ソフトとしてプロジェクトEGGにて配信された。

## ゲーム内容
戦闘は日本ファルコムによる同ジャンルのゲームである『イースI』（1987年）のゲームシステムと同様、フィールド上に存在する敵と接触する事で行われる。この時に半分キャラクターをずらして敵と接触する事でダメージを軽減できるシステムとなっている。

## ストーリー
里見の伏姫の心を受け継いだ八犬士は、世界を恐怖によって支配しようとしていた怨霊「玉梓」を宝玉「シャダ」の力によって封印する事に成功した。それから時が過ち、何者かが「玉梓」を復活させようと封印を盗み出したため、八犬士の末裔である「しん」は8つの宝玉と仲間を捜し出すための旅へと出る事となった。

## 移植版
| No. | タイトル         | 発売日         | 対応機種 | 開発元         | 発売元             | メディア                         | 型式 | 備考                 |
| --- | ---------------- | -------------- | -------- | -------------- | ------------------ | -------------------------------- | ---- | -------------------- |
| 1   | 魔界八犬伝 SHADA | 2006年         | Windows  | データイースト | アイレボ           | ダウンロード （i-revo）          | -    |                      |
| 2   | 魔界八犬伝 SHADA | 2007年7月10日  | Wii      | データイースト | ジー・モード       | ダウンロード                     | -    | 2012年3月6日配信終了 |
| 3   | 魔界八犬伝 SHADA | 2016年11月15日 | Windows  | データイースト | D4エンタープライズ | ダウンロード （プロジェクトEGG） | -    |                      |

## スタッフ
- ディレクター：巌光生
- グラフィック：M.RAI、T.ITO、巌光生
- プログラム：T.OGAWA、T.SUZUKI、GUMON、K.KAMIMURA
- サウンド：酒井省吾、岩崎正明、三浦孝史、濱田誠一、鈴木雄司、高濱祐輔
- スペシャル・サンクス：Y.KAWAI、なかむらよし、井戸川孝史

## 評価
- ゲーム誌『ファミコン通信』の「クロスレビュー」では6・6・6・5で合計23点（満40点）[7][6]、レビュアーからは『イースI』と酷似している点を指摘された上、突然死するイベントなどに触れた上で「全体的に難しい感じ」と否定的に評価された[7]。
- その他のゲーム誌での評価は、『マル勝PCエンジン』は6・7・7・6の合計26点、『PC Engine FAN』の読者投票による「ゲーム通信簿」での評価は以下の通りとなっており、19.64点（満30点）となっている[1]。また、この得点はPCエンジン全ソフトの中で358位（485本中、1993年時点）となっている[1]。

| 項目 | キャラクタ | 音楽 | 操作性 | 熱中度 | お買得度 | オリジナリティ | 総合  |
| 得点 | 3.44       | 3.38 | 3.24   | 3.38   | 3.19     | 3.01           | 19.64 |